# 헤이스티 하트
헤이스티 하트(The Hasty Heart)는 영국에서 제작된 빈센트 셔만 감독의 1949년 영화이다. 로널드 레이건 등이 주연으로 출연하였고 러셀 크루즈 등이 제작에 참여하였다.

## 출연

### 주연
- 로널드 레이건
- 패트리샤 닐

### 조연
- 리처드 토드
- 안소니 니콜스
- 하워드 마리온 크로포드
- 랠프 마이클
- 존 셔먼
- 알피 베스

## 제작진
- 원작자: 존 패트릭